# Kanut Schäfer
Kanut Schäfer (* 15. März 1894 in Mannheim; † 7. Februar 1971 in Michelstadt) war ein deutscher Tierarzt und Schriftsteller, der mehrere Novellen, Volksstücke und Schauspiele in Hochdeutsch und westerzgebirgischer Mundart schrieb. Aus seiner Feder stammen auch einige Erzgebirgslieder, darunter das Wiegnlied oder De Heiligobnd-Frad.

## Leben
Schäfer war als Regierungsrat in Glauchau, Dresden und Zwickau tätig. Zuletzt war er Arbeitsamtsdirektor, bevor er in die Waldeinsamkeit nach Fällbach zog, um dort mehrere Jahre als Landwirt tätig zu sein und die Familienpension Fällbachhütte zu führen. Nach dem Krieg wirkte er als Tierarzt im Odenwald.
Sein Sohn war der Schriftsteller Paul Kanut Schäfer (1922–2016).

## Werke
- Der Stein. Leipzig 1936
- Dr Staa. Leipzig 1937
- Das glückliche Ventil. Leipzig 1937
- Stülpner Karl. Leipzig 1938